# Alfa Romeo 1900
De Alfa Romeo 1900 is een wagen van de Italiaanse autobouwer Alfa Romeo en werd geproduceerd tussen 1950 en 1958.
Aan het eind van de Tweede Wereldoorlog ontwikkelden de Alfa Romeo ingenieurs de Alfa Romeo Gazella. De auto was kleiner en lichter dan de vooroorlogse Alfa's. De Gazella was voorzien van een zelfdragende carrosserie en was uitgerust met een tweeliter motor. Omdat de omstandigheden de productie van deze wagen niet toelieten werd slechts één prototype gebouwd.
In 1950 begon het er allemaal beter uit te zien en werd het tijd om de 6C 2500 van een opvolger te voorzien. Op basis van de Gazella verschenen in 1950 de eerste Alfa 1900's. De fabriek werd ondertussen opnieuw opgebouwd en de 1900 werd de eerste Alfa Romeo die volledig gebouwd werd op de lopende band. Onafhankelijke carrosseriebouwers zoals Ghia en Touring leverden diverse varianten van de 1900.

## Racing
De Alfa Romeo 1900 werd verkocht als "de gezinswagen die races wint". In 1951 stopte Alfa Romeo met het Grand Prix-racen en werd besloten om het racen over te laten aan de 1900. De 1900 werd ingezet in verschillende langeafstandsraces zoals de Mille Miglia.

## 1900M
In 1951 was het Italiaanse leger op zoek naar een all-purpose voertuig en kwam terecht bij Alfa Romeo. Alfa ontwikkelde op basis van de 1900 een terreinwagen en doopte hem Alfa Romeo Matta.

## Conceptauto's
De 1900 vormde de basis voor verschillende conceptauto's van Alfa Romeo en Italiaanse carrosseriebouwers. De eerste was de Alfa Romeo Disco Volante (vliegende schotel) die voor het eerst getoond werd op het autosalon van New York in 1953. In datzelfde jaar werd samen met Bertone de eerste Berlinetta Aerodinamica Tecnica (B.A.T.) gebouwd.